# Madhavarao Narayan
 (octobre 2017).
Si vous disposez d'ouvrages ou d'articles de référence ou si vous connaissez des sites web de qualité traitant du thème abordé ici, merci de compléter l'article en donnant les références utiles à sa vérifiabilité et en les liant à la section « Notes et références ».
Madhavarao Narayan ou Madhava Rao Narayan (marathi : सवाई माधवराव पेशवे savāī mādhavarāva peśave), né le 18 avril 1774 et décédé le 27 octobre 1795 est le 7e peshwa de l'Empire marathe, principalement centré sur la moitié Nord de l'Inde actuelle.
Baji Rao II lui succède.